# Bill Saxton
William Edward „Bill“ Saxton (* 28. Juni 1946 in New York City) ist ein US-amerikanischer Jazz-Saxophonist (Tenor, Sopran) und Komponist.
Saxton studierte am New England Conservatory in Boston Klarinette, Komposition und Arrangement (u. a. bei Gunther Schuller, Bachelorabschluss 1973), hatte davor aber schon seit Ende der 1960er Jahre u. a. mit Pharoah Sanders, Jackie McLean und Bennie Maupin gespielt. Seine Spielweise ist von John Coltrane und Wayne Shorter beeinflusst. Fast 10 Jahre lang spielte er mit eigenem Quartett im „St.Nick´s Pub“. Ende der 1970er Jahre spielte er mit Dannie Richmond, war danach in der Bigband von Charlie Persip und spielte mit Errol Parker. 1984 erschien sein erstes Album unter eigenem Namen „Beneath the Surface“, gefolgt von „Live at the Henkelmann Jazz Club“ 1991 und „Atymony“ 1993. In den 1980er Jahren tourte er (mit Unterstützung des US-Außenministeriums) viel in Westafrika, Japan und Europa. Er spielte auch mit Frank Foster, Clark Terry, Carmen McRae, Nancy Wilson, Tito Puente, Mongo Santamaría, Roy Ayers, Bobby Watson und Roy Haynes. Saxton unterrichtete u. a. an der New School in New York, dem New England Conservatory und der University of Massachusetts. Er betreibt seit 2006 einen eigenen Jazzclub „Bill´s Place“ in Harlem 148. West, 133.Street (in den 1920ern war dort eine Speakeasy, in der u. a. Willie The Lion Smith spielte). Zu hören ist er auch auf Joe Daleys Album The Seven Deadly Sins (2010).

## Lexikalische Einträge
- Leonard Feather, Ira Gitler: The Biographical Encyclopedia of Jazz. Oxford University Press, New York 1999, ISBN 0-19-532000-X.
- Martin Kunzler: Jazz-Lexikon. Band 2: M–Z (= rororo-Sachbuch. Bd. 16513). 2. Auflage. Rowohlt, Reinbek bei Hamburg 2004, ISBN 3-499-16513-9.